# Monardia dividua
Monardia dividua är en tvåvingeart som beskrevs av Jaschhof 2004. Monardia dividua ingår i släktet Monardia och familjen gallmyggor. Inga underarter finns listade i Catalogue of Life.